# Котлово (Західнопоморське воєводство)
Котлово (пол. Kotłowo, нім. Kothlow) — село в Польщі, у гміні Бесекеж Кошалінського повіту Західнопоморського воєводства.